# Chauliodites afonini

Chauliodites afonini (лат.) — ископаемый вид насекомых из семейства Chaulioditidae (отряд Grylloblattida). Пермский период (Соковка, Вязники, чансинский ярус, возраст находки 252—254 млн лет), Россия, Владимирская область (56.3° N, 42,1° E).

## Описание
Длина переднего крыла — 17,0 мм.  Сестринские таксоны: Chauliodites circumornatus, Ch. geniatus, Ch. issadensis, Ch. sennikovi, Ch. eskovi, Ch. gomankovi, Ch. ponomarenkoi. Вид был впервые описан в 2008 году российским палеоэнтомологом Д. С. Аристовым (Палеонтологический институт РАН, Москва) по ископаемым отпечаткам.